# جرج کارتر (بازیکن فوتبال، زاده ۱۸۶۶)
جرج کارتر (انگلیسی: George Carter; ۱۶ فوریهٔ ۱۸۶۶ – ۲۳ ژانویهٔ ۱۹۴۵) بازیکن فوتبال اهل بریتانیا بود.
از باشگاه‌هایی که در آن بازی کرده‌است می‌توان به باشگاه فوتبال ساوت‌همپتون اشاره کرد.